# Ngezi (rivière)
La rivière Ngezi, qui traverse la ville de Bunia de part en part, est un affluent de la rivière Shari. Il s'agit donc d'un sous-affluent de la rivière Ituri et du Congo.